# 綺本りか
綺本 りか（きもと りか、 1977年10月7日 - ）は、日本の元タレント、モデルである。

## 人物
1977年（昭和52年）、千葉県生まれ。
女性ファッション誌『Ray』（レイ）などのモデルを経て、テレビのバラエティー番組、『ワンダフル』（TBS）に、1999年（平成11年）10月から、「ワンギャル」（3期生）としてレギュラー出演した。翌年3月には、写真集 『Splendid』が発売され、水着姿を披露している。
2002年（平成14年）7月に結婚を発表した後、引退。

## 写真集
- Splendid（2000年3月25日、ソフトガレージ、撮影：桑崎まこと）ISBN 978-4921068493